# Бассано-Романо

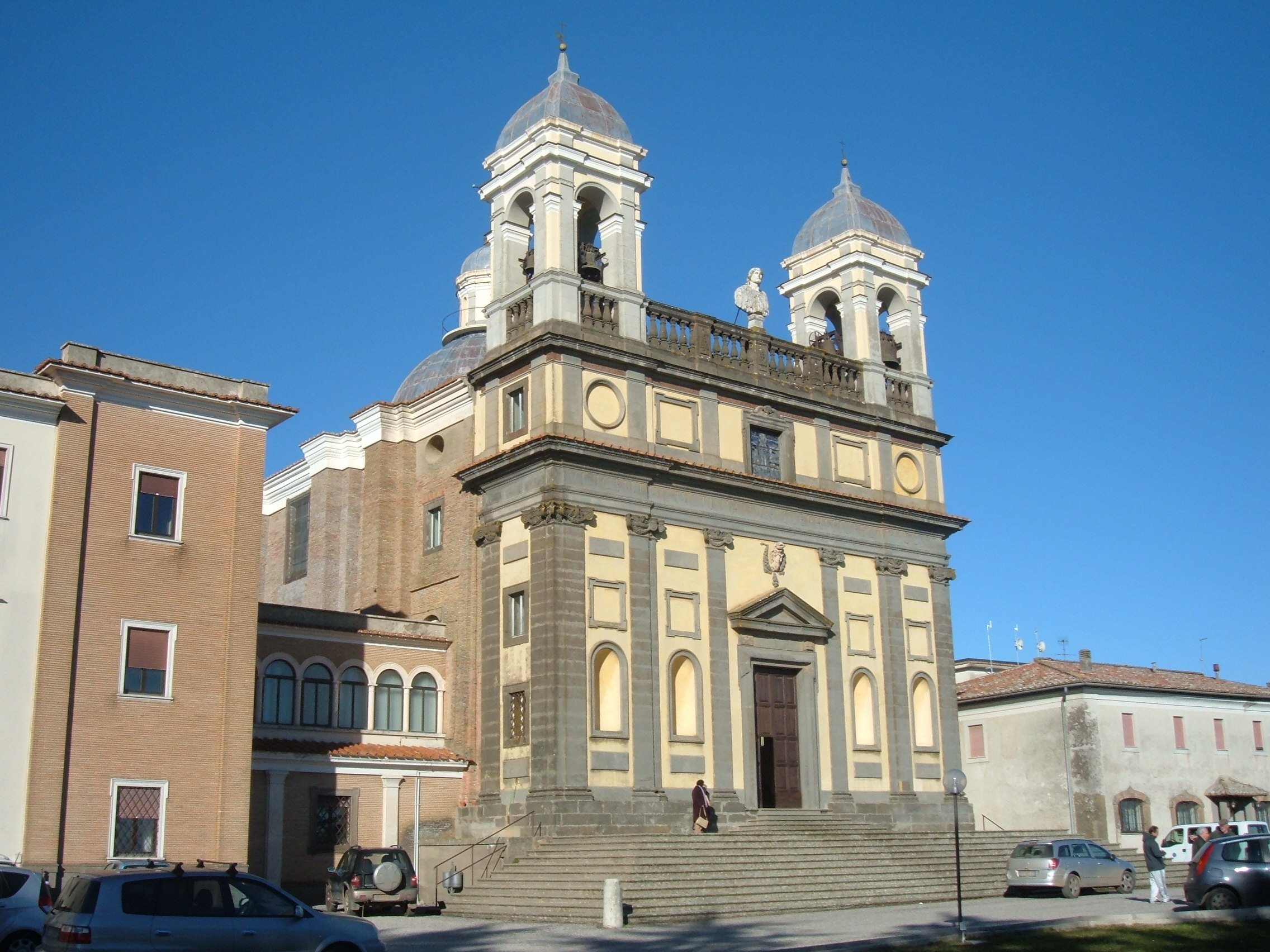
Монастырь Сан-Винченцо-Мартире

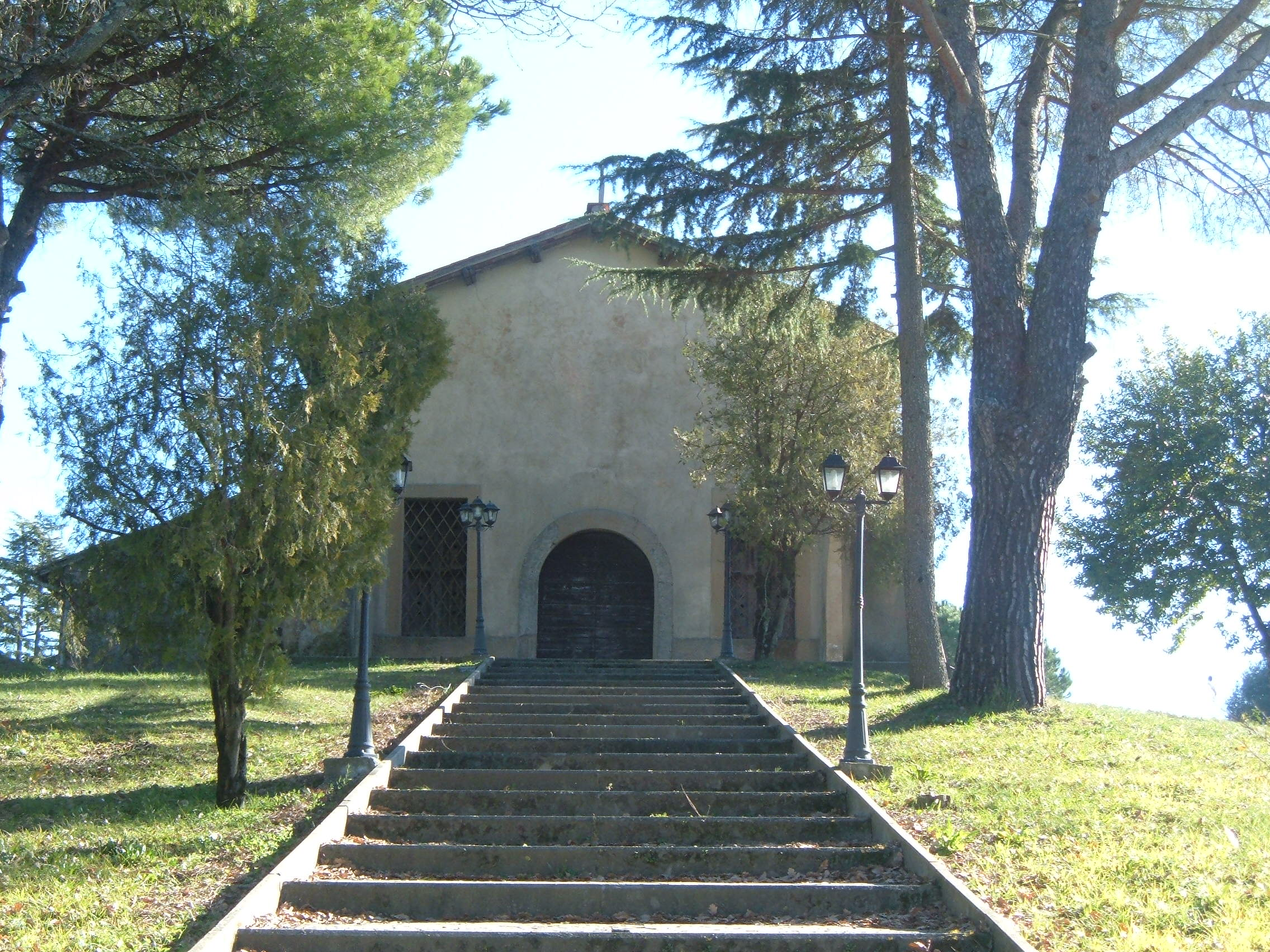
Церковь Санта-Мария-деи-Монти

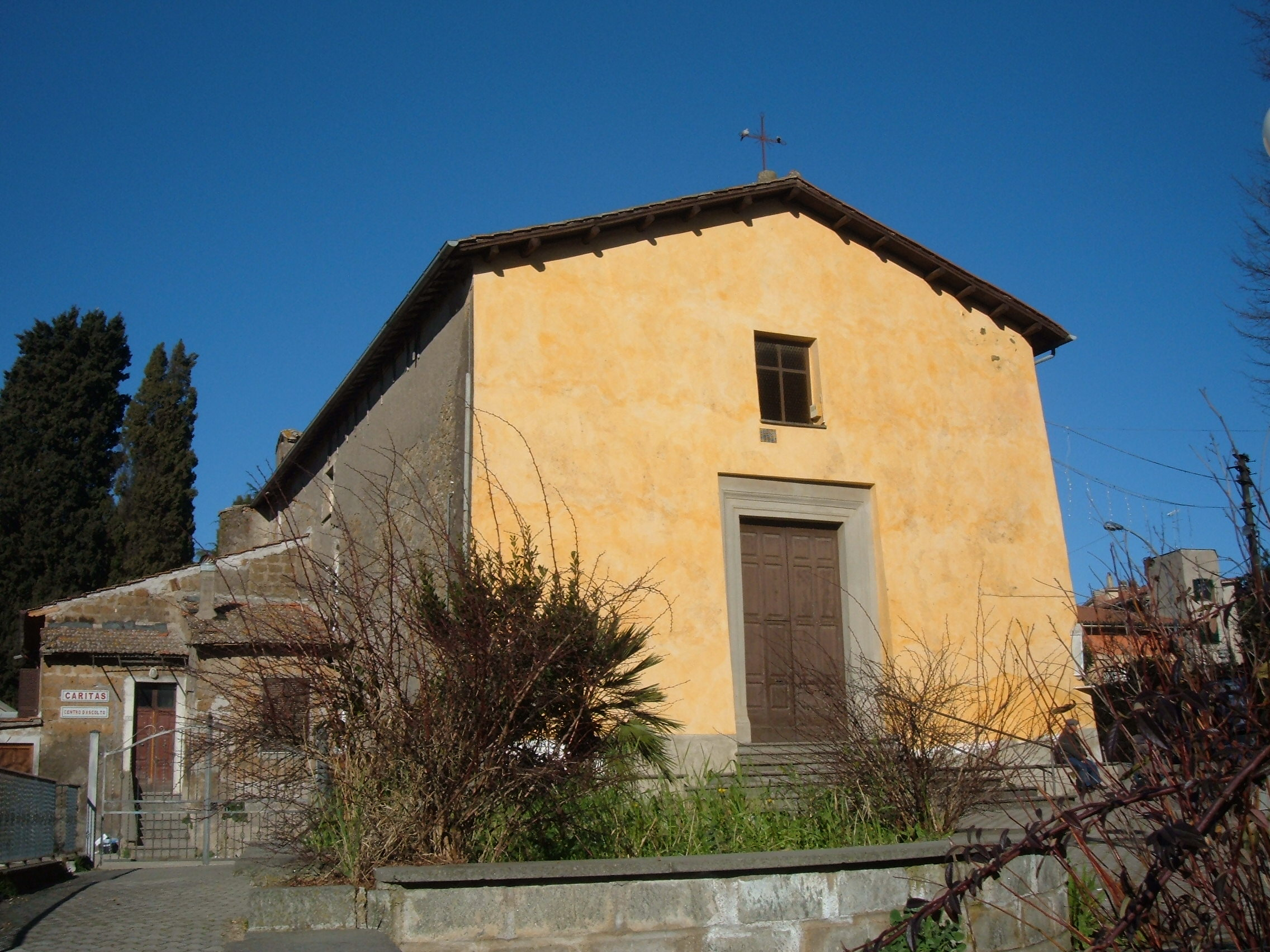
Церковь Сан-Гратилиано

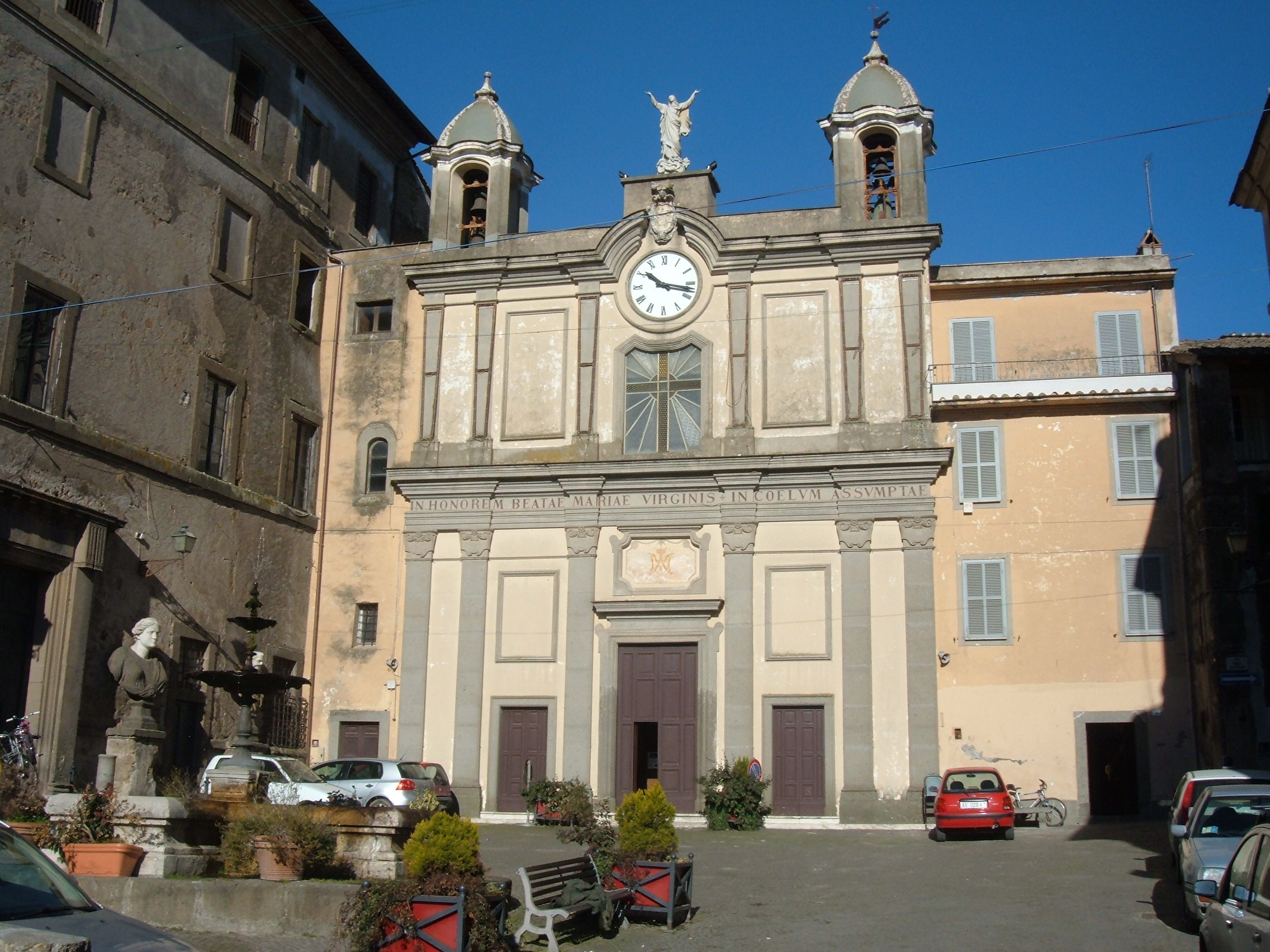
Церковь Санта-Мария-Ассунта

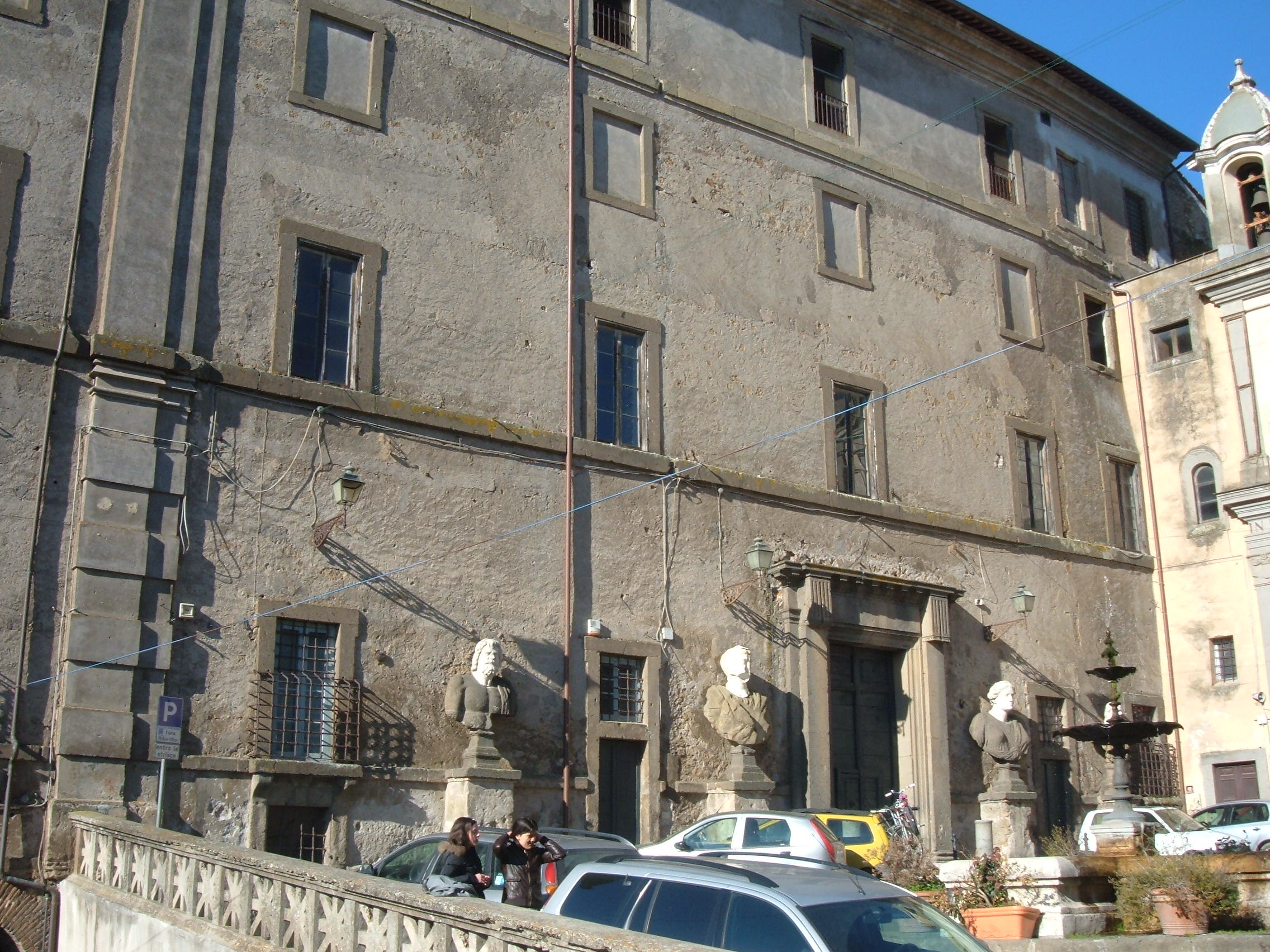
Вилла Джустиниани-Одескальки

Бассано-Романо (итал. Bassano Romano) — коммуна в Италии, расположена в области Лацио, в провинции Витербо.
Население составляет 4615 человек (на 2025 г.), из них 2303 мужчины и 2312 женщин., плотность населения составляет 123,2 чел./км². Занимает площадь 37,46 км². Почтовый индекс — 01030. Телефонный код — 0761.
Покровителем коммуны почитается святой Гратилиан. В его честь праздник города отмечают 12 августа.

## География

### Физико-географическое положение
Коммуна расположена на высоте 360 метров над уровнем моря, находится между озером Браччано и озером Вико, оба вулканического происхождения. Территория, в основном холмистая, погружена в среду, богатую пышной растительностью , характеризующуюся в основном вековыми буковыми, каштановыми и дубовыми деревьями. Эти характеристики гарантируют, что, особенно в летний период, климат ценится прежде всего за его здоровый и свежий воздух. В южной части муниципальной территории в пределах регионального природного парка Браччано-Мартиньяно в горах Сабатини находятся буковые леса Монте-Раскио и Ориоло , объект SIC IT6010034.

## История
Первое свидетельство о поселении датируется 1077 годом, но вполне вероятно, что формирование поселения происходило за три столетия до этого, когда византийская экспедиция, захватившая Сутри, покинула территорию и удерживала ее в течение 140 дней, до вмешательства короля Лиутпранда. Существует информация, что в 1160 году некий землевладелец Энотрио Серко построил то, что позже станет княжеским дворцом с фресками прославленных художников, сначала семьи Ангвиллара ди Чери, а затем Винченцо Джустиниани. Император Генрих VII Люксембургский, отправляясь в Рим на коронацию, 5 мая 1312 года приехал провести ночь в Бассано, который находился под контролем префекта Манфреди, который его сопровождал. В 1364 году, во времена Альборноса, мы находим Риккардуччо ди Пуччо в качестве лорда Бассано.
В 1482 году папа Сикст IV передал оставшуюся треть Джованни ди Чери, который уже владел двумя третями поселения, отобрав его у Савелли, которые выступили против папы в войне за Феррару. После смерти Сикста IV они вернули себе право собственности, получив от Джованни в 1505 году соответствующую компенсацию.
Однако рост (демографический, культурный и художественный) Бассано ускорился только с 1595 года, когда по уступке папы Климента VIII он был передан семье Джустиниани из ветви Де Банки, генуэзским купцам. В 1605 году Бассано был возведен в статус маркизата, и началось строительство охотничьего домика (обычно называемого «Ла Рокка»), зернохранилищ, церкви (церкви Сан-Винченцо) и моста Васкье. В этот период в Бассано прибыло много художников, таких как Франческо Альбани, Доменико Дзампьери и Антонио Темпеста.
В 1644 году папской буллой Иннокентия X феод Бассано был возведен в княжество, и начались визиты Папы и других принцев, включая Якова III Стюарта, претендента на престол Англии.
В 1735 году мастер художественной майолики Бартоломео Терки переехал туда со своей семьей из Сиены.В XVIII веке многочисленные эпидемии поражали Бассано: в 1709, 1770 и 1786 годах.
В 1799 году французы, которые через Наполеона создали Римскую республику в Италии, четыре раза сталкивались с повстанцами в Бассано.
В 1854 году княжество Бассано перешло от Джустиниани к Одескальки.
Во время Второй мировой войны Бассано стал ареной ожесточенных столкновений между нацистскими оккупационными войсками и союзниками. Город был полностью оккупирован войсками. Партизаны были очень активны, фактически они совершили множество актов саботажа, в первую очередь следует вспомнить Мариано Буратти, обладателя золотой медали за воинскую доблесть.
В 1964 году название изменилось с Бассано-ди-Сутри на Бассано-Романо.

## Памятники и достопримечательности

### Религиозная архитектура
- Монастырь Сан-Винченцо-Мартире: расположенный в панорамном месте, он включает в себя церковь, Государственный индустриально-технический институт, жилые помещения, небольшую волейбольную и баскетбольную площадку, футбольное поле, две большие сосновые рощи, а также различные помещения для проведения конференций и мероприятий любого рода. Нынешний комплекс зданий является результатом строительных работ, проведенных в 1940-х годах, в качестве дополнения к ранее существовавшей церкви, завершенной в первой половине XVII века по приказу Винченцо Джустиниани. Внутри сохранилась статуя Первого Христа Минервы работы Микеланджело.
- Церковь Санта-Мария-деи-Монти: недалеко от исторического центра, но также в панорамном месте и совсем рядом с парком Палаццо Джустиниани, находится эта небольшая церковь, построенную в XV веке на небольшом холме. Записи, содержащиеся в томе исторического архива XVII века, повествуют о том, что поля и пастухи, населявшие эти места, были мучимы драконом и духами всех видов, но Дева Мария изгнала этих злых существ, принеся процветание и мир. После этого события была построена эта небольшая церковь, в которую можно попасть по характерной лестнице и с фресками внутри в хорошем состоянии. Каждый год с 1479 года проводится процессия в честь Девы Марии (которая изначально также включала игры между рыцарями и развлечения всех видов), традиция, которая никогда не прерывалась.
- Церковь Сан-Гратилиано: церковь святого покровителя расположена в центре района, где обычно собираются жители Бассано. Местоположение, очевидно, не случайно. Предание гласит, что святой мученик был казнен на берегу ручья между Фалерии и Фалерии-Нови (Чивита-Кастеллана) трагическим обезглавливанием 12 августа 313 года нашей эры. В 1437 году жители Капраники попросили его мощи из Чивита-Кастелланы, которые затем были помещены в небольшую церковь, посвященную Мадонне дель Русчелло, охраняемую отшельником и почитаемую 12 августа каждого года. Однако святой явился ему во сне и повелел доставить свою голову в город Бассано. Монах-отшельник отправился в путь, добрался до деревни, и его голова закатилась в кусты: там сегодня стоит церковь Сан-Гратилиано, построенная в 1546 году по велению жителей Бассано. Внутри находятся многочисленные фрески, среди которых, безусловно, заслуживают внимания те, на которых изображены приключения святого; есть также несколько ценных гротесков.
- Церковь Мадонны делла Пьета: построенная примерно в первой половине XVII века на окраине деревушки Сан-Филиппо-Нери по заказу князя Андреа Джустиниани. Фасад очень прост и не имеет архитектурных украшений. Однако интерьер исключительно элегантен и изыскан. Деревянный потолок расписан фресками с изображением Вознесения Святого Филиппа Нери и гербами семьи Одескальки, которые стёрли более ранние гербы семьи Джустиниани. Мы также видим лепные украшения и многочисленные картины: Святой Архангел Михаил, опирающийся ногами на тело Люцифера; Святой Франциск из Паолы, облачённый в одежду капуцина; Святая Анна с Младенцем и Святой Иоанн Креститель; Явление Девы Марии Святому Филиппу Нери. Алтарь очень изящен, хотя и не чрезмерен, и содержит изображение Мадонны делла Пьета, которой глубоко преданы все жители Бассано: церковь была фактически посвящена Мадонне делла Пьета в начале XIX века.
- Церковь Санта-Мария-Ассунта: это приходская церковь, расположенная в самом сердце исторического центра, прямо на главной площади, откуда открывается вид на дворец Джустиниани и ратушу. Нынешняя церковь – результат расширения, завершённого в 1703 году, на основе постройки XV века, что видно по гравюрам, созданным до 1703 года, а также по структуре, стилю и архитектурной композиции самой церкви. Фасад простой и изысканный, увенчанный двумя колокольнями, в которых когда-то находились ценные бронзовые колокола, впоследствии украденные немецкими войсками во время Второй мировой войны. В центре двух колоколен находится мраморная статуя Успения Пресвятой Богородицы. Внутри находится множество картин XVIII века: «Святой Алоизий Гонзага»; «Скорбящая Матерь» в серебряной короне; «Святой Пётр»; «Мученичество Святого Гратилиано»; «Святой Иоанн Богослов»; «Святой Антоний Аббат» и деревянная статуя Мадонны с Младенцем. Главный алтарь украшен тромплёй и включает в себя картину «Успение Пресвятой Богородицы», поражающую изяществом линий и цветов. В приходской церкви также хранятся мощи святых Лучано и Гратилиано. Внимания заслуживает орган XVIII века, расположенный в хорах в глубине церкви.
- Церковь Мадонна-дель-Канале: эта небольшая церковь расположена на месте современной рыночной площади, чуть ниже туфового выступа, где сейчас находится деревня. В небольшом, укромном уголке можно увидеть это небольшое помещение, чьи скромные размеры издавна служили убежищем для местных жителей и крестьян, где когда-то протекал небольшой ручей. Внутри можно увидеть драгоценные предметы – дары людей, ищущих благодати у Богоматери. Больше всего в этой маленькой церкви поражает её камерность и уединение.
- Церковь Госпиталя: эта небольшая церковь расположена на улице Виа-дель-Оспедале и украшена росписями в очень простом и скромном интерьере. Говорят, что в здании есть подземный ход, ведущий к этой небольшой церкви, которая на самом деле находится довольно далеко от площади, под туфовой скалой и за пределами исторической деревни, некогда укреплённой оборонительными сооружениями.

### Гражданская архитектура
- Вилла Джустиниани-Одескальки]]: это самое важное и интересное сооружение в деревне Бассано Романо, летняя резиденция семьи Джустиниани, а позднее семьи Одескальки. Изначально это была феодальная усадьба, построенная Энотрио Серко примерно во второй половине XII века. Затем, благодаря реставрации и украшению, начатым с 1603 года известным коллекционером маркизом Винченцо Джустиниани, она приобрела свой нынешний облик. Авторство приписывается Джакомо Бароцци да Виньола.
- Охотничий домик: Этот богато украшенный трёхэтажный охотничий домик расположен в парке, прилегающем к дворцу. Местные жители называют его «Ла Рокка» (Крепость) из-за его обветшалого внешнего вида, но он сохраняет неповторимое очарование. Архитектурно он повторяет стиль дворца, но отличается крытой зубчатой террасой и центральной башней, ранее окружённой четырьмя другими, которые впоследствии были разрушены семьёй Одескальки из соперничества. Изначально это здание почти идеально повторяло герб Джустиниани, увенчанный орлом. Внутри сохранились различные виды декора и лепнины; примечательных фресок нет.

## Демография
Динамика населения:

## Администрация
Мэры коммуны избираются непосредственно гражданами с 1993 года.
| Имя и Фамилия    | Политическая принадлежность | Срок полномочий    |
| ---------------- | --------------------------- | ------------------ |
| Джозеф Маркетти  | Левые                       | 1993 - 1997 г.г.   |
| Дино Сартори     | Правоцентристские           | 1997 - 2001 г.г.   |
| Джозеф Маркетти  | Левоцентристские            | 2001 - 2006 г.г.   |
| Луиджи Де Лука   | Правоцентристские           | 2006 - 2011 г.г.   |
| Анджела Бертуччи | Левоцентристские            | 2011 - 2016 г.г.   |
| Эмануэле Маджи   | Левоцентристские            | 2016 - 2021 г.г.   |
| Эмануэле Маджи   | Левоцентристские            | 2021 - действующий |

## Города-побратимы
- Хиос, Греция